# Leopold Arndt
Leopold Ernst Felix Arndt (ur. 2 grudnia 1867 w Regenwalde, zm. 16 września 1967 w Lubece) – niemiecki lekarz i położnik pochodzenia żydowskiego.
W roku 1938 decyzją administracyjną III Rzeszy pozbawiony został możliwości praktykowania, ale dzięki żonie Niemce i zmianie wiary uniknął Holocaustu. W latach 1945–46 prowadził szpital wojskowy Armii Czerwonej w Resku oraz leczył Niemców, Polaków i Rosjan mieszkających w tym czasie na terenie byłego Powiatu Regenwalde (obecnie Powiat łobeski). W 1946 po odmowie wyjazdu do ZSRR, został wysiedlony do Lubeki, gdzie leczył w obozie przejściowym (Flenderlager-Lübeck) Niemców wysiedlonych z Pomorza Zachodniego.

## Życiorys
Ojcem Leopolda Arndta był reski lekarz Georg Arndt (1854–1932), członek Rady Lekarskiej (Geheimer Sanitätsrat), właściciel budynku reskiej Akademii Rolniczej Carla Sprengela), matką Rosa Liechtenstein (zm. 1898 w Resku), a macochą Luise Rudolphsohn (1874–1939). Miał 5. rodzeństwa, siostry: Käthe (prawnik-asystent), Helene (nauczycielka), Henriette (1892–1942), nauczycielka, deportowana z Hamburga do getta w Łodzi, a następnie zamordowana przez Niemców w Obozie Zagłady Kulmhof), Margarete (pielęgniarka w czasie I wojny światowej) i brata Georga (prawnik w Szczecinie i Berlinie, nazywany wśród ludności honorowym tytułem „Rzecznika Ubogich” (Anwalt der Armen), emigrował wraz z żoną do Tel Awiwu). Leopold Arndt studiował medycynę na uniwersytetach w Monachium, Kiel i Berlinie, następnie był lekarzem wojskowym podczas I wojny światowej. W roku 1929 poślubił Erikę Augustę Berthę Straube (1900–1971), córkę łobeskiego drukarza Karla Straube i zmienił dla niej wiarę (pastor Müller, Obernhagen) co uchroniło go przed Holocaustem. Do 1938 prowadził w Resku prywatną praktykę lekarską jako lekarz pierwszego kontaktu i położnik oraz lekarz w szpitalu klasztornym St. Aloysiusstift. Pozbawiony przez III Rzeszę uprawnień lekarskich pracował na potrzeby wojska w przemyśle i rolnictwie. W 1945 po wkroczeniu Armii Czerwonej do Reska prowadził szpital wojskowy, leczył ludność cywilną i odbierał porody dla Niemców, Polaków i Rosjan. Po odmowie wyjazdu do ZSRR został wysiedlony do Niemiec. W latach 1946–58 był lekarzem w obozie przesiedleńczym Flenderlager koło Lubeki, gdzie tam też w tym czasie w baraku mieszkał. Za swoją działalność odznaczony został złotym medalem Pommernabzeichen in Gold. Zmarł w Lubece w 1967 roku.

## Lekarskie tradycje rodzinne
Pierwszym lekarzem w tej żydowskiej rodzinie był Leopold Arndt (zm. 1900 w Resku), do 1900 członek miejscowej Rady Lekarskiej, od 1882 lekarz w szpitalu klasztornym St. Aloysiusstift w Grünhoff, wcześniej lekarz rodzinny Ludolpha Beckedorffa. Jego syn Georg Arndt był reskim lekarzem i lekarzem szpitalnym w klasztorze. Rodzina ta mieszkała do marca 1945 na ulicy Wilhelmstraße 14. Kolejnym lekarzem w tej rodzinie był jego syn Leopold Ernst Felix Arndt, który też był lekarzem klasztornym. Jego córka Ruth Käthe Christel Arndt (ur. 1930 w Resku) też ukończyła medycynę.